# Mohamed Dia
Pour les articles homonymes, voir Dia.
 (avril 2019).
Si vous disposez d'ouvrages ou d'articles de référence ou si vous connaissez des sites web de qualité traitant du thème abordé ici, merci de compléter l'article en donnant les références utiles à sa vérifiabilité et en les liant à la section « Notes et références ».
Mohamed Dia (né le 7 août 1973 en banlieue parisienne) est un créateur de vêtements de sport et de rue (sportswear et streetwear), fondateur de la marque M.Dia.
Après une jeunesse vécue à Sarcelles, il dépense l'essentiel de ses économies au milieu des années 1990 pour créer des prototypes de vêtements. Portés par des chanteurs de rap populaires des collectifs Secteur Ä et Ministère Amer, il parvient à faire produire ses premiers vêtements en 1998 par une petite entreprise de la zone franche de Sarcelles. Les vêtements se reconnaissent par le logo en écriture cursive M.DIA.
Régulièrement promu modèle de réussite pour les jeunes de banlieue par plusieurs magazines français (dont l'émission Capital), il fait fructifier son entreprise en signant en 2001 un accord de licence avec la NBA américaine, dont les principaux basketteurs servent de modèles au public visé par Dia ; en est issue la collection NBA by Dia.
En 2004, sa marque est vendue dans plusieurs pays européens et il ouvre alors son premier magasin aux États-Unis, à New York. Depuis 2000, la marque fait partie du groupe JAJ Distribution, il n'est en fait pas propriétaire de sa marque mais touche des royalties.
Après un long séjour aux États-Unis, où il a lancé la ligne « Refugees by Mohamed Dia », en collaboration avec Wyclef Jean, marque dont l'existence n'a jamais pu être prouvée. Mohamed Dia revient en France en 2009 avec un nouveau projet, DIA7, une ligne de vêtement de sport « connectés ».
Il est mis en examen en janvier 2020 avec Lucien Aubey, ancien joueur de football professionnel, dans une affaire d'escroquerie dans laquelle Franck Ribéry est par ailleurs entendu comme témoin,,. Ce n'est d'ailleurs pas la première fois qu'il est accusé d'escroquerie,, ayant des plaintes quelques années auparavant.

## Données
Chiffre d'affaires de M. Dia :
- 2000 : 44 millions de francs (environ 6,7 millions d'euros)[7]